# Checco Durante
Pour les articles homonymes, voir Durante.
Checco Durante né Francesco Durante à Rome le 19 novembre 1893 et mort dans la même ville le 5 janvier 1976 est un acteur et poète italien.

## Biographie
il est marié à l'actrice Anita Durante.

## Filmographie partielle
- 1931 : Medico per forza de  Carlo Campogalliani.
- 1937 : Le Féroce Saladin (Il feroce Saladino) de  Mario Bonnard
- 1937 : I fratelli Castiglioni de Corrado D'Errico
- 1938 : Il corsaro nero d' Amleto Palermi
- 1942 : Signorinette de Luigi Zampa
- 1943 : Il treno crociato de Carlo Campogalliani : chef cuisinier
- 1947 : Fumerie d'opium (La fumeria d'oppio) de Raffaello Matarazzo
- 1948 : La Course aux illusions (Molti sogni per le strade) de Mario Camerini
- 1949 : Vent'anni de  Giorgio Bianchi
- 1950 : Les Feux du music-hall (Luci del varietà) d'Alberto Lattuada et Federico Fellini
- 1951 : Rome-Paris-Rome (Signori, in carrozza!) de Luigi Zampa
- 1951 : Virginité (Verginità) de Leonardo De Mitri
- 1951 : Chanson du printemps (Canzone di primavera ) de Mario Costa
- 1952 : Onze heures sonnaient (Roma ore 11) de Giuseppe De Santis.
- 1952 : Les enfants ne sont pas à vendre (I figli non si vendono) de Mario Bonnard
- 1952 : Viva il cinema! de Giorgio Baldaccini et Enzo Trapani
- 1953 : La Maison du silence (La voce del silenzio ) de Georg Wilhelm Pabst
- 1953 : Se vincessi cento milioni de Carlo Campogalliani et Carlo Moscovini
- 1954 : L'Esclave du péché (Schiava del peccato) de Raffaello Matarazzo
- 1954 : Le Voiturier du Mont-Cenis (Il vetturale del Moncenisio) de Guido Brignone
- 1958 : Amour et Ennuis  (Amore e guai) de Angelo Dorigo.
- 1959 : Polycarpe, maître calligraphe  (italien : Policarpo, ufficiale di scrittura) de  Mario Soldati.

## Publications
- (it) L'adurterio: monologo drammatico in versi in dialetto romanesco Belluno, Tip. Fracchia, 1917.
- (it) Na piena ar cinematogrefo Belluno, Tip. Fracchia, 1917.
- (it) Grumiro Belluno, Tip. Fracchia, 1917.
- (it) Galeotto: monologo drammatico in versi romaneschi Rome, Casa ed. music. F.lli Franchi, 1918.
- (it) Versi romaneschi Rome, La diffusione, 1923.
- (it) Sta zitto Rome, Scuola tip. D. Luigi Guanella, 1942.
- (it) Li racconti de nonno: poesie romanesche Rome, Arti grafiche, 1947.
- (it) Acquarelli - A lo specchio I e II volume, Rome, Tip. LUBI'R, 1971.
- (it) I miei ricordi; Le mie poesie Rome, Tip. Don Guanella, 1973.
- (it) Bernardina nun fa' la scema: 3 atti in dialetto romanesco Rome, Tip. Nicola Ricci, 1986.